# Goya Kong
Gloria Alvarado Nava  (nacida el 4 de mayo de 1987) es una luchadora profesional, más conocida bajo el nombre de Goya Kong. Goya anteriormente estuvo en Lucha Libre AAA Worldwide (AAA) y en el Consejo Mundial de Lucha Libre (CMLL).
Goya (su nombre real es Gloria Alvarado Nava) es la hija de Brazo de Plata y forman parte de la familia Alvarado. También, son sobrinos del fallecido luchador El Brazo, primos de los luchadores Psycho Clown, Máximo, La Máscara y Robin.

## Carrera
Nava debutó en la lucha libre profesional a finales de 2007, con una máscara, trabajando como técnica (alguien que interpreta a un personaje "face") bajo el nombre de Goya. 

### Consejo Mundial de Lucha Libre (2010-2015)
Brazo de Plata regresó a CMLL en 2010 después de haber trabajado para otras promociones durante varios años. En los meses posteriores a su regreso, Alvarado habló públicamente sobre Goya, ahora rebautizada como Goya Kong como su hija, en busca de oportunidades para avanzar en su carrera. Goya Kong hizo su debut en CMLL el 13 de junio de 2010 formándose con las técnicas de CMLL, Lady Apache y Marcela cuando el trío derrotó a La Amapola, La Comandante y Mima Shimoda. Durante el año siguiente Alvarado recibió capacitación adicional de CMLL head entrenador Hijo del Gladiadoral mismo tiempo que ganas experiencia en el ring. A través de sus contactos de CMLL, Goya Kong también trabajó para la Lucha POP del sur de California a finales de 2011. En el verano de 2012, Goya Kong comenzó a desarrollar una rivalidad con la enmascarada Ruda La Seductora, una historia que muchos especulan puede llevar a Lucha de Apuestas ("Bet Match") entre los dos donde ambos arriesgarían sus máscaras en el resultado del combate.

### Asistencia Asesoría y Administración/Lucha Libre AAA Worldwide (2015-2019)
El 28 de junio de 2015, Kong dio un salto sorpresa a AAA, siendo presentada por su hermano Psycho Clown donde fue interrumpido por Villano IV. El 9 de agosto en Triplemanía XXIII, hizo su primera lucha haciendo equipo con Dinastía, Drago y Pimpinela Escarlata vencieron a Daga, Mamba, Mini Psycho Clown y Sexy Star. El 4 de octubre en Héroes Inmortales IX, estuvo en el combate por el Campeonato Reina de Reinas de AAA quien poseía Taya en la cual retuvo ella, estuvo involucrado con La Hiedra, Lady Maravilla & Lady Shani. Goya se ausento de la empresa debido su embarazo.
A finales del 2016, Kong traicionó a Psycho Clown cambiando a heel durante su regreso, en la cual estuvo involucrado la rivalidad entre Wagner y Psycho. El 19 de marzo en Rey de Reyes, Kong hizo su regreso como el mismo mando de heel buscando retadora por el Campeonato Reina de Reinas de AAA en la cual ganó Ayako Hamada. El 16 de julio, Kong intentó ganar el vacante Campeonato Reina de Reinas de AAA pero quien lo ganó fue Sexy Star. En diciembre Goya se lesiona de la rodilla izquierda en Luchando por México en la cual lo mantiene fuera del ring indefinidamente.
A mediados de 2018 y el resto de 2019, Kong luchó en los house shows de AAA, sin embargo, el 2 de septiembre, Kong anunció su salida de la AAA tras 4 años, declarándose independiente.

### World Wonder Ring Stardom (2019)
A principios de 2019, Kong comenzó a luchar en World Wonder Ring Stardom donde haría su debut el 9 de marzo haciendo equipo con Hana Kimura derrotando a J.A.N. (Jungle Kyona & Saya Iida). El 21 de marzo, Kong tuvo un encuentro con Viper en donde ambas terminaron en empate. El 24 de marzo, Kong hizo equipo con Kimura y Rebel Kel contra STARS (Mayu Iwatani, Saki Kashima & Tam Nakano) por el Campeonato Artístico de Stardom, en donde cayeron derrotadas ante las campeonas. Cuatro días después, Kong tuvo una lucha por el Campeonato Mundial de Stardom ante Kagetsu, en donde cayo salió derrotada.

## En lucha
- Movimientos finales
  - Guillotine drop, combinado con hammerlock – Innovado
  - Diving crossbody from the second rope
- Movimientos en firma
  - Clothesline
  - Jumping splash, sometimes from the top rope
  - Repeated arm drags, some times while running or from the top rope
  - Running elbow drop
  - Sitout powerbomb
  - Stinkface
- Apodos
  - "La Chica del Plata"

## Campeonatos y logros
- Consejo Mundial de Lucha Libre
  - Trofeo Arena Coliseo 70 Aniversario (2013)

## Luchas de apuestas
| Ganador                     | Perdedor            | Lugar            | Evento              | Fecha               | Notas                                        |
| --------------------------- | ------------------- | ---------------- | ------------------- | ------------------- | -------------------------------------------- |
| Princesa Blanca (cabellera) | Goya Kong (máscara) | Ciudad de México | Infierno en el Ring | 29 de junio de 2012 | Ver listaKong apostó su máscara en la lucha. |